# 大下条村
大下条村（おおしもじょうむら）は、長野県下伊那郡にあった村。現在の阿南町の南東部（町役場周辺）にあたる。

## 地理
- 山：半僧山、弁当山、岳ノ山
- 河川：天竜川、和知野川

## 歴史
- 1875年（明治8年）1月12日 - 筑摩県伊那郡川田村・神子野谷村・中谷御供村・大森平石村・大平大那木村・深見村・千木村・小野村・平久大窪村・和知野村・小中尾村・田上吉田村・井戸村・早稲田村が合併して大下条村（第1次）となる。
- 1876年（明治9年）8月21日 - 長野県の所属となる。
- 1879年（明治12年）1月4日 - 郡区町村編制法の施行により下伊那郡の所属となる。
- 1881年（明治14年）9月9日 - 大下条村が分割して東条村・西条村・南条村・北条村となる。
- 1889年（明治22年）4月1日 - 町村制の施行により、東条村・西条村・南条村・北条村の区域をもって大下条村（第2次）が発足。
- 1957年（昭和32年）7月1日 - 和合村・旦開村と合併して阿南町が発足。同日大下条村廃止。

## 交通

### 鉄道路線
天竜川の対岸の泰阜村に日本国有鉄道飯田線の温田駅が所在。

### 道路
- 国道151号